# Santíssima Trindade (Masaccio)
A Santíssima Trindade, com a Virgem e São João e doadores (em italiano: Santa Trinità) é um afresco do artista renascentista italiano Masaccio na igreja dominicana de Santa Maria Novella, em Florença. O afresco foi uma das últimas grandes encomendas de Masaccio e é frequentemente citado como uma das primeiras pinturas monumentais renascentistas a utilizar a perspectiva linear.